# Kayke Ayrton
Kayke Ayrton dos Santos Evaristo dit Kayke Ayrton, né le 26 avril 2008 à Rio de Janeiro au Brésil, est un footballeur brésilien qui évolue au poste d'ailier droit à l'Atlético Paranaense.

## Biographie

### En club
Né à Rio de Janeiro au Brésil, Kayke Ayrton est formé par l'Atlético Paranaense. Le jeune ailier signe son premier contrat professionnel à l'âge de 16 ans en juin 2024 et est alors considéré comme un grand espoir du club. Il fait ses débuts en professionnel le 13 juin 2024, lors d'un match de Brasileirão, la première division brésilienne, face au Criciúma EC. Il entre en jeu à la place de Nikão (en) lors de cette rencontre où son équipe s'impose par trois buts à un,.

### En sélection
Avec l'équipe du Brésil des moins de 17 ans il dispute le championnat sud-américain des moins de 17 ans en 2025. Il participe au sacre de son équipe, qui s'impose en finale le 13 avril 2025 contre la Colombie après une séance de tirs au but. Il est titularisé lors de cette rencontre.

## Palmarès

### Sélection
Brésil moins de 17 ans
- championnat sud-américain des moins de 17 ans
  - Vainqueur : 2025